# Antrocephalus rubipes
Antrocephalus rubipes är en stekelart som först beskrevs av Girault 1913.  Antrocephalus rubipes ingår i släktet Antrocephalus och familjen bredlårsteklar. Inga underarter finns listade i Catalogue of Life.